# Терористички напади у Дагестану (2024)
Терористички напади у Дагестану (2024) односе се не на нападе који су 23. јуна 2024. године извршени на 2 цркве, 2 синаноге и полицијске пунктове у дагестанским градовима Дербенту и Махачкали у Русији.
Као резултат напада 2 синагоге су запаљене, а 2 цркве оштећене. Убијено је најмање 15 припадника снага безбедности и 4 цивила, укључујући и протојереја оца Николаја Котелникова. У Дагестану је уведен режим противтерористичке операција, а на улице распоређена војна техника.

## Позадина
Регион Северног Кавказа у Русији је уплетен у сукобе од распада Совјетског Савеза. Ово подручје претежно насељено муслиманима и доживело је два велика рата која су укључивала сепаратистичку чеченску републику од 1994. до 2000 године.
Након чеченских ратова, серија терористичких напада и сукоба између руских безбедносних снага и исламистичких снага је настављена.
Од 2017. године, на Северном Кавказу је поново дошло до оживљавања насиља које се п риписује Исламској држави. Организација је 2015. објавила да је успоставила „огранак“ на Северном Кавказу.
Током 2023. године на северном Кавказу су избили велики антисемитски немири. У марту 2024. године, у терористичком нападу на дворану Крокус у Москви, погинуло је 145. људи. Одговорност за овај напад је преузела Исламска држава.
2019. године у центру Дербента подигнут је споменик пријатељству три религије, чему су присуствовали: рабин, свештеник и имам. Православни свештеник био је настојатељ дербентске православне цркве Покрова Пресвете Богородице Николај Котелников, који је 5 година касније убијен у нападима.

## Припрема напада
Терористи су припремали терористичке нападе око месец дана — од средине маја 2024.
На дан напада координирали су своје акције у затвореном интернет разговору за шест особа. Нападачи су у групном разговору поставили и фотографију пројереја Протојереја оца Николаја Котелникова, претпоставља се да је он био прва и конкретна мета нападача.

## Ток догађаја

### Дербент

#### Синагога Келе Нумаз
Око 17:50 извршен је напад на синагогу Келе-Нумаз, отворену 1914. године, у улици Таги-Заде.
Након антисемитских немира 2023. године, синагога је била под сталном заштите полиције и приватног обезбеђења.
Током самог напада, убијени су сви полицајци, који су били испред зграде, као и обезбеђење које је било унутра. Синагогу, последњу у граду, су затим нападачи запалили бацајући молотовљеве коктеле. Објекат је у потпуности уништен, а пожар угашен око 01:00 следећег дана.

#### Црква Покрова Пресвете Богородице
Последњи сачувани православни објекат у Дербенту, црква покрова пресвете Богородице у улици Лењина, подигнута 1899. године, такође је нападнута од стране терориста.
Саопштено је да је 66-годишњем протојереју, оцу Николају Котелникову, пререзан гркљан, док је чувар цркве убијен из ватреног оружја. У Цркву се сакрило 19 људи, док су нападачи, под налетом полиције, са лица места побегли у белом Фолксваген полу.

#### Каснији догађаји
Терористи су након напада блокирани у близини ресторана Кхаил,након чега је уследица њихова ликвидација, односно привођење.

### Махачкала

#### Синагога у улици Ермошкина
Готово истовремено са нападима у Дербенти, у Махачкали је група људи у 18 часова пуцала на синагогу у улици Ермошкина, 111, а затим је запалила. Терористи су убили једну особу у синагоги и два чувара. Међу жртвама није било Јевреја.
Затим је отворена ватра и на пункт саобраћајне полиције. На објављеним снимцима су примећена тројица нападача која дејствуја из аутоматског оружја и окружују полицијско возило.
Као нападачи су идентификована два сина и нећак Магомада Омарова, шефа Сергокалинског региона Дагестана. Сва тројица су елиминисана.

#### Саборна црква Светог Успења
Саборна црква Светог Успења у улици Орџоникидзе је такође нападнута и оштећена.
Двојица нападача су ликвидирана, а двојица приведена.

## Починиоци
Према шефу Дагестана, Сергеју Меликову, снаге безбедноси су ликвидирале 6 нападача. Идентификовани су:
- Осман Омаров, 31 година, син начелника Сергокалинског округа Магомеда Омарова.[23][24]
- Адил Омаров, 37 година, син начелника Сергокалинског округа Магомеда Омарова.[23][24]
- Абдусамад Амаџијев, 32 године, нећак начелника Сергокалинског округа Магомеда Омарова.[23][24]
- Гаџимурад Кагиров, 28 година, UFC борац у клубу Хабиба Нурмагомедова.[23][24]
- Али Закаригаев, 35 година, бивши председник локалног огранка партије "Праведна Русија – Патриоте - За Истину".[25]

Сви идентификовани нападачи, са пребивалиштем на територији Дагестана, присутни су у бази података Министарства унутрашњих послова и означени као лица повезана са вехабијама. На основу тога, њиховог изгледа, повика и акција, саопштено је да терористи припадају исламистичкој терористичкој организацији.
Исламска држава, огранак Ал-Азаим из авганистанске провинције Велики Хорасан, убрзо након напада, објавила је саопштење и похвалила њихову "браћу на Кавказу".

## Жртве
У нападима је убијено 15 полицајаца и најмање 4 цивила.
Међу њима и:
- Протојереј Николај Котелников, најстарији клирик Махачкаљске епархије Руске Православне Цркве[27]
- Начелник одељења полиције Дагестанскије Огни Мавлудин Хидирнабијев
- Дербентски полицајац старији водник Марат Алијев
- Дербентски инспектор Тамерлан Гасанбеков
- Дербентски капетан полиције Сејфелмелук Гаџијалијев
- Заменик командира вода патролне службе за Дербент, старији поручник Еинар Исмаилов
- инспектор пука саобраћајне полиције Махачкале, поручник Магомед Магомедов
- инспектор пука саобраћајне полиције Махачкале, поручник Ахмед Казимагомедов
- инспектор пука саобраћајне полиције, наредник Хабиб Алијев
- инспектор пука саобраћајне полиције, наредник Мамаев Магомедрасул
- инспектор пука саобраћајне полиције, млађи поручник Мугудин Бутаев
- Заменик командира пука полицијске патролне службе у Махачкали, старији поручник Тамирлан Ибрагимов
- Полицајац из Махачкале Султан Џахарулев
- Полицајац из Махачкале Јапил Гебеков
- Поручник Виталиј Мезенцев, припадник привремене оперативне групе МУП-а у Дагестану, родом из Тјуменске области
- Подофицир Рамазан Атсиев, припадник руске националне гарде

Рањене су 44 особе, међу њима 37 полицијских службеника и 7 цивила.

## Последице
У Дагестану је уведен режим противтерористичке операција и проглашена тродневна жалост.
Начелник Сергокалинског округа, Магомед Омаров је приведен и искључен из партије Јединствена Русија.